# 4265 Kani
4265 Kani је астероид главног астероидног појаса чија средња удаљеност од Сунца износи 2,428 астрономских јединица (АЈ).
Апсолутна магнитуда астероида је 12,8.